# Prioria din Sion
Prioria din Sion este o societate secretă mitică care plănuiește reinstaurarea dinastiei merovingiene pe tronul Europei și Ierusalimului. Existența ei a fost speculată și popularizată în controversata carte Sângele sfânt și Sfântul Graal. În prefața cărții de ficțiune a lui Dan Brown, Codul lui Da Vinci, societatea era presupusă ca fiind reală.
Deși a fost denunțată ca farsă de numeroși jurnaliști și istorici unii sceptici și-au exprimat îngrijorarea cu privire la diseminarea și popularitatea cărților, site-urilor web și filmelor inspirate de această farsă, care au contribuit la răspândirea unor teorii ale conspirației, credințe superstițioase și idei pseudoistorice.

## Presupuși Mari Maeștri
Despre mitica Priorie din Sion se presupune că este condusă de către un "Nautonnier", cuvânt din limba franceză veche cu sensul de navigator, echivalentul unui Mare Maestru în nomenclatura ezoterică internă. Următoarea listă de Mari Maeștri se bazează pe  Dosarele secrete ale lui Henri Lobineau realizată de Pierre Plantard sub "pseudonimul" "Philippe Toscan du Plantier" în 1967. 
1. Jean de Gisors (1188–1220)
2. Marie de Saint-Clair (1220–1266)
3. Guillaume de Gisors (1266–1307)
4. Edouard de Bar (1307–1336)
5. Jeanne de Bar (1336–1351)
6. Jean de Saint-Clair (1351–1366)
7. Blanche d'Évreux (1366–1398)
8. Nicolas Flamel (1398–1418)
9. René d'Anjou (1418–1480)
10. Iolande de Bar (1480–1483)
11. Sandro Filipepi (1483–1510)
12. Leonardo da Vinci (1510–1519)
13. Connétable de Bourbon (1519–1527)
14. Ferdinand de Gonzague (1527–1575)
15. Louis de Nevers (1575–1595)
16. Robert Fludd (1595–1637)
17. J. Valentin Andrea (1637–1654)
18. Robert Boyle (1654–1691)
19. Isaac Newton (1691–1727)
20. Charles Radclyffe (1727–1746)
21. Charles de Lorraine (1746–1780)
22. Maximilian de Lorraine (1780–1801)
23. Charles Nodier (1801–1844)
24. Victor Hugo (1844–1885)
25. Claude Debussy (1885–1918)
26. Jean Cocteau (1918–1963)